# Акалтин (Андижанська область)
Акалти́н (узб. Оқолтин, Oqoltin) — міське селище в Узбекистані, центр Улугнорського району Андижанської області.
Населення 6522 мешканці (перепис 1989).
Статус міського селища з 2009 року.